# Mallodeta clavata
Mallodeta clavata là một loài bướm đêm thuộc phân họ Arctiinae, họ Erebidae.